# Schiefmäuler
Die Schiefmäuler (Cryptacanthodes (Gr.: „kryptos“ = versteckt; „akantha“ = Dorn)) sind eine artenarme Fischgattung aus der Gruppe der Aalmutterverwandten (Zoarcales). Alle vier Arten kommen im kalten nördlichen Pazifik oder im nordwestlichen Atlantik vor.

## Merkmale
Schiefmäuler haben einen langgestreckten, im Querschnitt vorn runden und hinten seitlich abgeflachten Körper und werden 30 bis 127 Zentimeter lang. Der Kopf ist breit und abgeflacht, die Augen sitzen hoch. Das namensgebende große Maul steht fast senkrecht, der Unterkiefer steht vor. Der Gaumen ist bezahnt, bei allen Arten das Pflugscharbein, bei allen mit Ausnahme von Cryptacanthodes aleutensis auch das Gaumenbein. Die Nasenlöcher sind röhrenförmig, die hinteren fehlen. Die Rückenflosse ist lang und wird von 60 bis 80 Hartstrahlen gestützt. Die ebenfalls lange Afterflosse hat bis zu drei Hartstrahlen und 42 bis 52 Weichstrahlen. Beide gehen in die Schwanzflosse über. Die Brustflossen sind sehr klein, Bauchflossen fehlen, ein Beckengürtel ist aber noch vorhanden. Mit Ausnahme von Cryptacanthodes giganteus, der kleine Rundschuppen hat, sind die Fische schuppenlos. Als Bodenbewohner haben die Schiefmäuler keine Schwimmblase. Die Anzahl der Wirbel liegt bei 71 bis 88, die der Branchiostegalstrahlen bei 6. Die Kiemenmembranen sind am Isthmus („Kehle“) zusammengewachsen, die Kiemenöffnungen reichen dort nicht weit nach vorne. Die Kiemenreusenstrahlen sind kurz. Ihre Anzahl beträgt immer weniger als 15. Die Seitenlinie besteht aus weit voneinander entfernten Grubenorganen. Gruben finden sich auch an den Kopfseiten und am Unterkiefer. Schiefmäuler sind auf der Körperoberseite hellbraun, und auf der Bauchseite cremefarben gefärbt oder einfarbig pink oder rötlich. Auch eine Fleckung kann vorkommen.

## Lebensweise
Schiefmäuler leben in verzweigten Gangsystemen mit mehreren Eingängen, die sie selbst in den weichen Bodengrund graben. Sie ernähren sich von Krebsen und anderen wirbellosen Tieren.

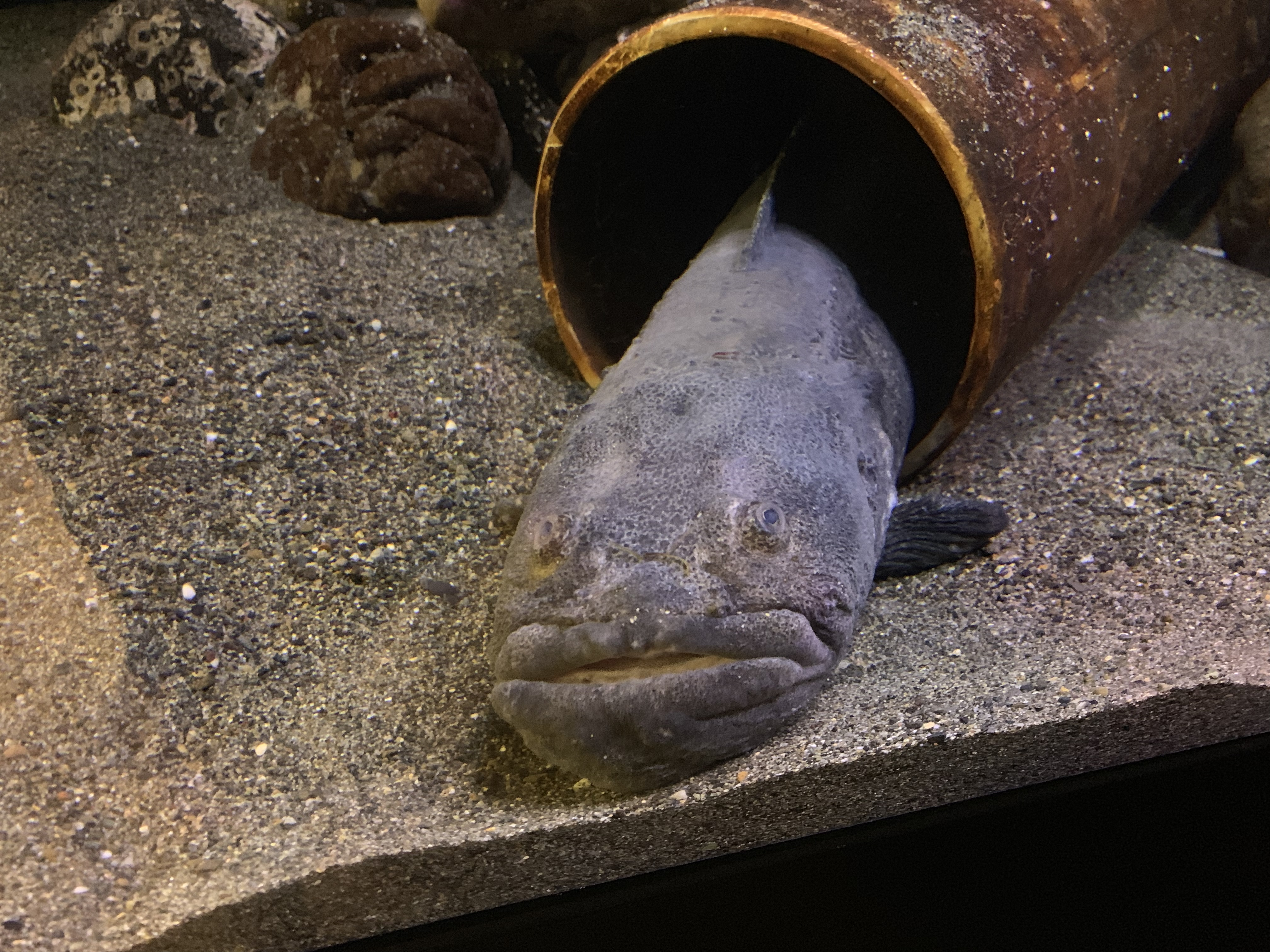
Cryptacanthodes giganteus im Seattle Aquarium

## Arten
Es gibt vier Arten:
- Cryptacanthodes aleutensis
- Cryptacanthodes bergi
- Cryptacanthodes giganteus
- Cryptacanthodes maculatus